# Мда
Мда — река в Любытинском и Маловишерском районах Новгородской области. Впадает справа в реку Мсту. Длина — 91 км (с рекой Мдичка — 101 км). Площадь водосборного бассейна — 673 км².
Образуется при слиянии двух небольших речек Мдичка и Ольха.
Имеет множество небольших притоков, наиболее крупные из которых впадают во Мду слева — Гуслинка, Мошенец, Мдичка (Мдинка).
Русло реки очень извилисто, каменисто. На берегу Мды находятся более 20 населённых пунктов, самый крупный — посёлок городского типа Неболчи.
Устье реки находится в 179 км по правому берегу реки Мста. Высота устья — 35,8 м над уровнем моря.
Система водного объекта: Мста → Ильмень → Волхов → Ладожское озеро → Нева → Балтийское море.

## Данные водного реестра
По данным государственного водного реестра России относится к Балтийскому бассейновому округу, водохозяйственный участок реки — Мста без р. Шлина от истока до Вышневолоцкого, речной подбассейн реки — Волхов. Относится к речному бассейну реки Нева (включая бассейны рек Онежского и Ладожского озера).
В Государственном водном реестре река Мда зарегистрирована вместе с притоком Мдичкой (вытекающей из озера Мдо и сливающейся с Ольшанкой). Суммарная длина Мды с Мдичкой составляет 101 км.
Код объекта в государственном водном реестре — 01040200212102000021237.